# Lotfi Mansouri
Lotfi Mansouri, właśc. Lotfollah Mansouri (ur. 15 czerwca 1929 w Teheranie, zm. 30 sierpnia 2013 w San Francisco) – amerykański reżyser operowy pochodzenia irańskiego.